# Dubina (Kárpátalja)
Dubina, Dubi (ukránul: Дубино) falu Ukrajnában, Kárpátalján, a Munkácsi járásban.

## Fekvése
Munkácstól északkeletre, Hátmegtől északra fekvő település.

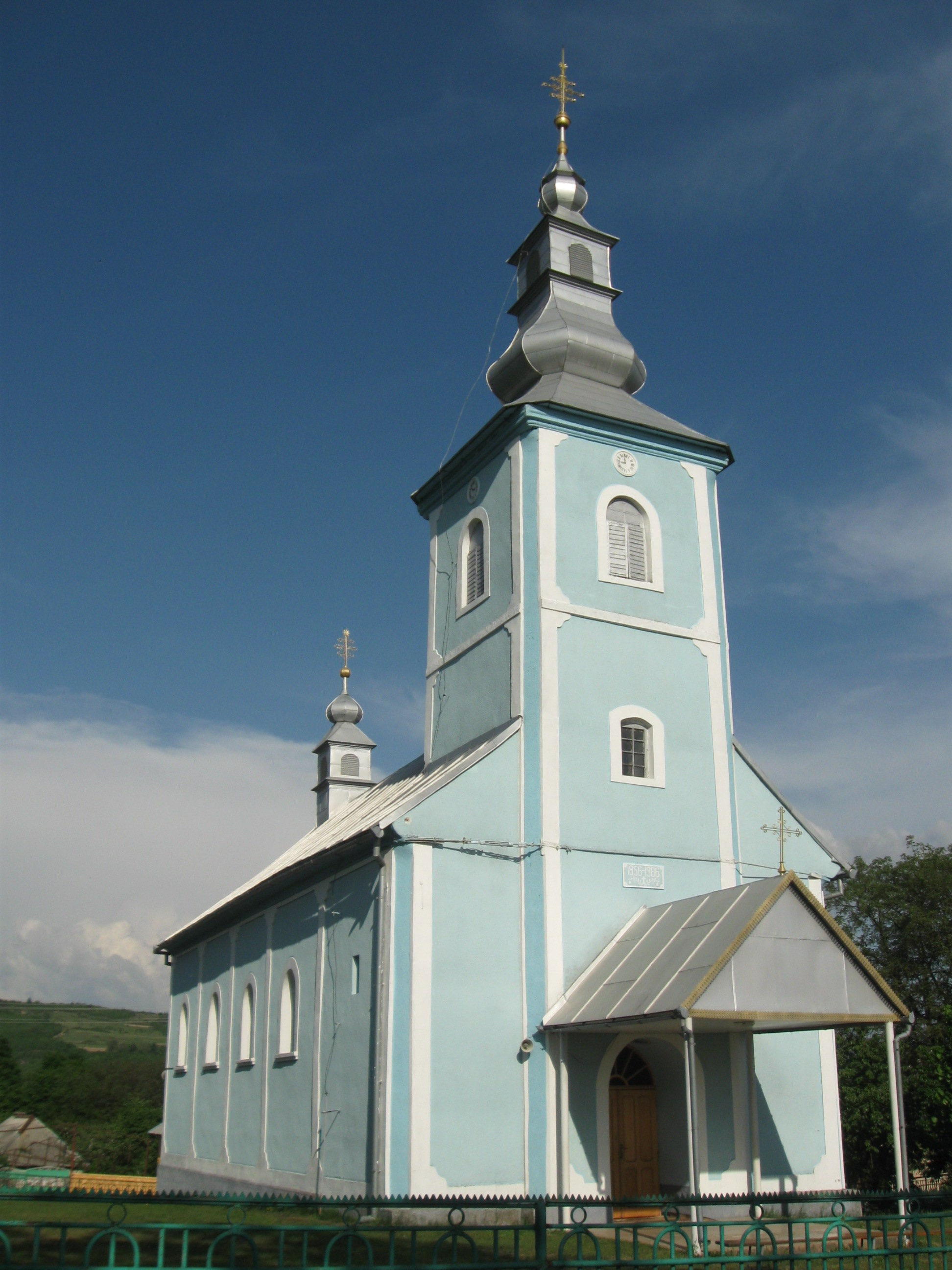
Templom Dubinán

## Története
A 404 méterrel a tengerszint felett fekvő falunak 649 lakosa van.
A trianoni békeszerződés előtt Bereg vármegye Felvidéki járásához tartozott.
1910-ben 148 lakosából 8 magyar, 138 német, 2 ruszin volt. Ebből 143 római katolikus, 5 görögkatolikus volt.